# 우르다네타시 (미란다주)

우르다네타 시의 위치

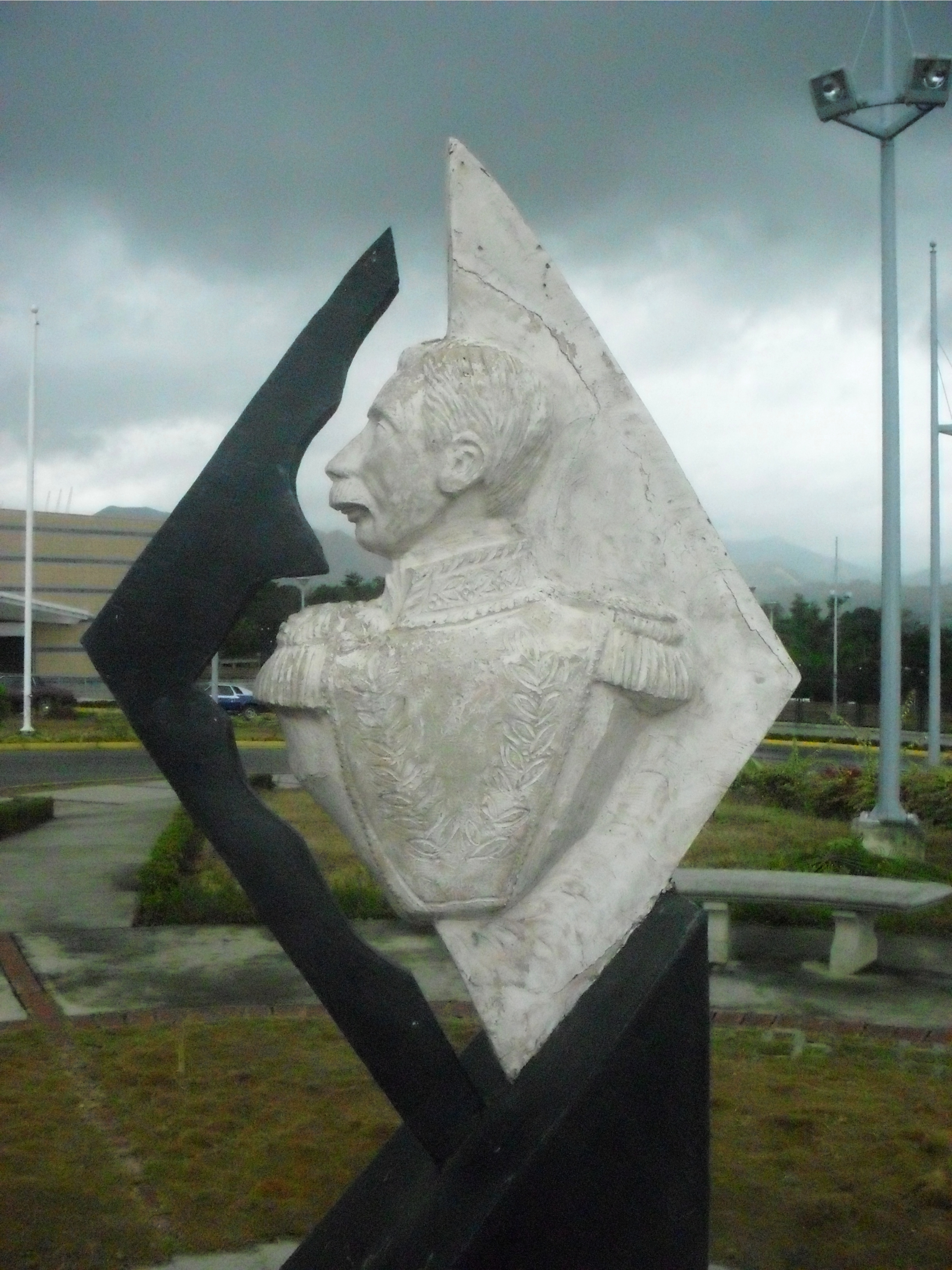
우르다네타 시에 설치된 에세키엘 사모라(Ezequiel Zamora) 조각상

우르다네타시(스페인어: Urdaneta)는 베네수엘라 미란다 주의 지방 자치체로 행정 중심지는 쿠아이며 면적은 273km2, 인구는 130,641명(2007년 기준)이다.